# Gyászplanária
A gyászplanária (Schmidtea lugubris) az örvényférgek (Turbellaria) osztályának a Seriata rendjébe, ezen belül a Dugesiidae családjába tartozó faj. Protonim neve Planaria lugubris.

## Elterjedése
A gyászplanária rendszeresen mindenfelé megtalálható és gyakori.

## Megjelenése
A gyászplanária 20 milliméter hosszúságot elérő szürkésbarna, fekete színű planáriafaj. A Planaria gonocephalához hasonló, de feje elöl és két oldalán nem hegyes, hanem lekerekített és ezáltal tompán háromszögletű vagy szív alakú. Világos udvarral körülvett szeme valamivel a fej legszélesebb része előtt helyezkedik el, a homlok szélétől olyan távol van, mint egymástól vagy még kissé távolabb.

## Hasonló faj
A Planaria polychroa a gyászplanáriától csak az ivarszervek vizsgálata révén különböztethető meg biztosan.

## Életmódja
A gyászplanária álló- és lassú folyású (nyáron alacsony vízállású vagy kiszáradó) vizek, például pocsolyák, halastavak és vizesárkok jellegzetes lakója. A vízszennyeződéssel szemben kevésbé érzékeny, mint a legtöbb egyéb planária. Ragadozó.

## Neve
A lugubris fajnév a latin nyelvből származik, és eredeti jelentése „szomorú” vagy „gyászt okozó”.